# 松尾文夫
松尾 文夫（まつお ふみお、1933年8月12日 - 2019年2月25日）は、日本のジャーナリスト。東京都出身。

## 経歴
祖父は、2.26事件で岡田啓介総理大臣の身代わりとなった岡田の義弟、松尾伝蔵大佐。よって岡田は大伯父にあたる。
父は、元陸軍大佐で東京ピアノ工業創業者の松尾新一。伯父に政治家の迫水久常や伊藤忠会長の瀬島龍三がいる。
上皇明仁の学友でもあり、学習院では一年間を清明寮（東京・白金の学習院大学キャンパス内に戦後、高等科に進学した皇太子（上皇）のために造られた学生寮）の二人部屋で暮らしたが、生前に周囲にそのことを明かすことはほとんどなかったという。1956年3月、学習院大学政経学部政治学科卒業。同年4月、共同通信社入社。大阪社会部、本社外信部を経てニューヨーク、ワシントン特派員(1964-69)。バンコク支局長(1972-75)。ワシントン支局長(1981-84)。論説委員などを歴任。この間、1971年4月10日発売の中央公論5月号に 「ニクソンのアメリカと中国 − そのしたたかなアプローチ −」と題する論文を発表、米中和解を予測した。
1984年末から、共同通信社が米国のAP通信、ダヴ・ジョーンズ社と提携して展開した、国際金融情報サービス「テレレート」の業務を担当。(株)共同通信社常務取締役、(株)共同通信マーケッツ代表取締役社長などを歴任。2002年5月、松尾文夫事務所を設立、シャーナリストに復帰。アメリカ専門家として活動を開始。
2004年7月、著書『銃を持つ民主主義―「アメリカという国」のなりたち―』(2004年3月 小学館刊)が、第52回 日本エッセイスト・クラブ賞を受賞。2005年6月、テレビ朝日「報道ステーション」特別番組「ドゥーリットル爆撃機パイロットとの対面」に出演。2005年8月16日付の米Wall street Journal紙に「Tokyo Needs lts Dresden Moment」と題して寄稿、ブッシュ大統領の広島での献花などを提案した。2006年4月、ブログ松尾文夫「アメリカウォッチ」の発信を開始。
2007年10月、『銃を持つ民主主義』の英訳版、『Democracy with a Gun― America and the Policy of Force― 』を米Stone Bridge Pressから出版。2008年3月、『銃を持つ民主主義』の文庫版(小学館文庫)発売。2008年6月、福井県知事より「福井ふるさと大使」に任命される。2009年8月、著書『オバマ大統領がヒロシマに献花する日一相互献花外交が歴史和解の道をひらく―』(小学館101新書)発売。2010年1月19日、NHK BS1「今日の世界」の安保改定50年特集「日米同盟はどこへ」にゲスト解説者として出演。2010年9月、財団法人日本国際問題研究所創立50周年論文集に「国際問題」2003年2月 号に寄稿の「ブッシュ政権と新帝国主義 者の台頭 − 伝統的保守派との「綱引き」」が選ばれた。2012年3月、「キッシンジャー回想録中国」(上下2巻、岩波書店)に「米中関係を構築し続ける男―「密使」から「守護者」への軌跡 − 」と題して解説を執筆。2017年1月、著書『アメリカと中国』(岩波書店)発売。2017年5月、日米首脳による相互献花の実現と旺盛な記者精神を評価され、2017年度日本記者クラブ賞を受賞。
東京大学新聞研究所講師(1987年 日米比較マスコミ論非常勤)。2019年2月、米東部時間25日に訪問先の米ニューヨーク州シラキュースのホテルで死去。

## 受賞歴
- 2004年7月 「第52回日本エッセイスト・クラブ賞」 著書『銃を持つ民主主義―「アメリカという国」のなりたち―』(2004年3月小学館刊)で。
- 2017年5月 「2017年度日本記者クラブ賞」  日米首脳による相互献花の実現と旺盛な記者精神が評価された。

## 著書
- 『ニクソンのアメリカ』1972年 サイマル出版会
  - 増訂版『ニクソンのアメリカ アメリカ第一主義の起源』2019年10月 岩波現代文庫
- 『銃を持つ民主主義―「アメリカという国」のなりたち―』 2004年3月 小学館／2008年3月 小学館文庫
- 『オバマ大統領がヒロシマに献花する日』 2009年8月 小学館
- 『アメリカと中国』 2017年1月 岩波書店

### 編訳及び寄稿論文
- マイク・マンスフィールド「私の日本報告 日本の道・アメリカの道」1978年 サイマル出版会
- 「ニクソン回顧録」斉田一路共訳、1980年 小学館 全3巻
- 1996年版ベスト・エッセイ集「父と母の音話」 1996年 文藝春秋
- 日本エッセイスト・クラブ編「こころの一冊」 2005年4月 文藝春秋
- 古矢旬編「資料で読むアメリカ文化史5 アメリカ的価値観の変容」 2006年11月 東京大学出版会
- アメリカ学会編「原典アメリカ史第九巻唯一の超大国」 2006年12月 岩波書店
- 日本エッセイスト・クラブ編「こころを言葉に」 2007年7月 集英社